# Azeddine Habz
Azeddine Habz (Oulad Nacer, 19 juli 1993) is een Franse middellangeafstandsloper van Marokkaanse afkomst, gespecialiseerd in de 1500 m. Hij vertegenwoordigt Frankrijk in internationale wedstrijden.

## Biografie
Habz groeide op aan de voet van het Atlasgebergte in Marokko. Op 13-jarige leeftijd nam hij deel aan zijn eerste hardloopwedstrijd in zijn geboorteplaats Souk Sebt. In 2012 verhuisde hij naar Frankrijk om zich bij familie in Villeneuve-la-Garenne te voegen en sociologie te studeren aan de Université Paris 8. Hij vestigde zich in Pierrefitte-sur-Seine en trainde bij Pierrefitte Multi-Athlon Villetaneuse.
In augustus 2018 werd Habz genaturaliseerd tot Frans staatsburger. Kort daarna won hij zijn eerste nationale titel op de halve marathon.
In 2020 werd hij Frans indoorkampioen op de 3000 meter.
Habz vertegenwoordigde Frankrijk op de Olympische Zomerspelen 2020 en Atletiek op de Olympische Zomerspelen 2024 op de 1500 meter.
Tijdens de Europese kampioenschappen indooratletiek 2023 won Habz een bronzen medaille op de 1500 meter. Twee jaar later tijdens de Europese kampioenschappen indooratletiek 2025 werden er op de 1500 meter een zilveren medaille en op de 3000 meter een medaille gewonnen.
In februari 2025 vestigde Habz een Europees indoorrecord op de mijl met een tijd van 3.47,56 tijdens de Millrose Games in New York.

## Persoonlijke records
| Afstand         | Tijd     | Locatie  | Jaar |
| --------------- | -------- | -------- | ---- |
| 800 m           | 1.43,79  | Parijs   | 2024 |
| 800 m (indoor)  | 1.46,85  | Gent     | 2023 |
| 1500 m          | 3.29,26  | Oslo     | 2023 |
| 1500 m (indoor) | 3.32,24  | New York | 2025 |
| Mijl            | 3.48,64  | Eugene   | 2023 |
| Mijl (indoor)   | 3.47,56  | New York | 2025 |
| 2000 m (indoor) | 4.57,22  | Liévin   | 2022 |
| 3000 m (indoor) | 7.31,50  | Boston   | 2025 |
| 5000 m          | 13.38,00 | Oordegem | 2019 |

## Prestaties
| Jaar | Toernooi           | Plaats    | Onderdeel | Resultaat    |
| ---- | ------------------ | --------- | --------- | ------------ |
| 2020 | Olympische Spelen  | Tokio     | 1500 m    | Halve finale |
| 2021 | EK indoor          | Toruń     | 1500 m    | Halve finale |
| 2022 | Mediterrane Spelen | Oran      | 1500 m    | Goud         |
| 2022 | EK                 | München   | 1500 m    | 10e          |
| 2023 | EK indoor          | Istanbul  | 1500 m    | Brons        |
| 2023 | WK                 | Boedapest | 1500 m    | 11e          |
| 2024 | EK                 | Rome      | 1500 m    | 7e           |
| 2024 | Olympische Spelen  | Parijs    | 1500 m    | Halve finale |
| 2025 | EK indoor          | Apeldoorn | 1500 m    | Zilver       |
| 2025 | EK indoor          | Apeldoorn | 3000 m    | Brons        |

## Nationale titels
- Frans kampioen 1500 m: 2022
- Frans indoorkampioen 1500 m: 2022, 2023, 2024
- Frans indoorkampioen 3000 m: 2020, 2025
- Frans kampioen veldlopen: 2018, 2023
- Frans kampioen halve marathon: 2018